# Зюзь, Иван Иванович
Иван Иванович Зюзь (Зюсь) (1 сентября 1923, Любимовка, Одесская губерния — 22 марта 1944, Крым) — красноармеец Рабоче-крестьянской Красной Армии, участник Великой Отечественной войны. Погиб в ходе Крымской наступательной операции, посмертно Герой Советского Союза (1944).

## Биография

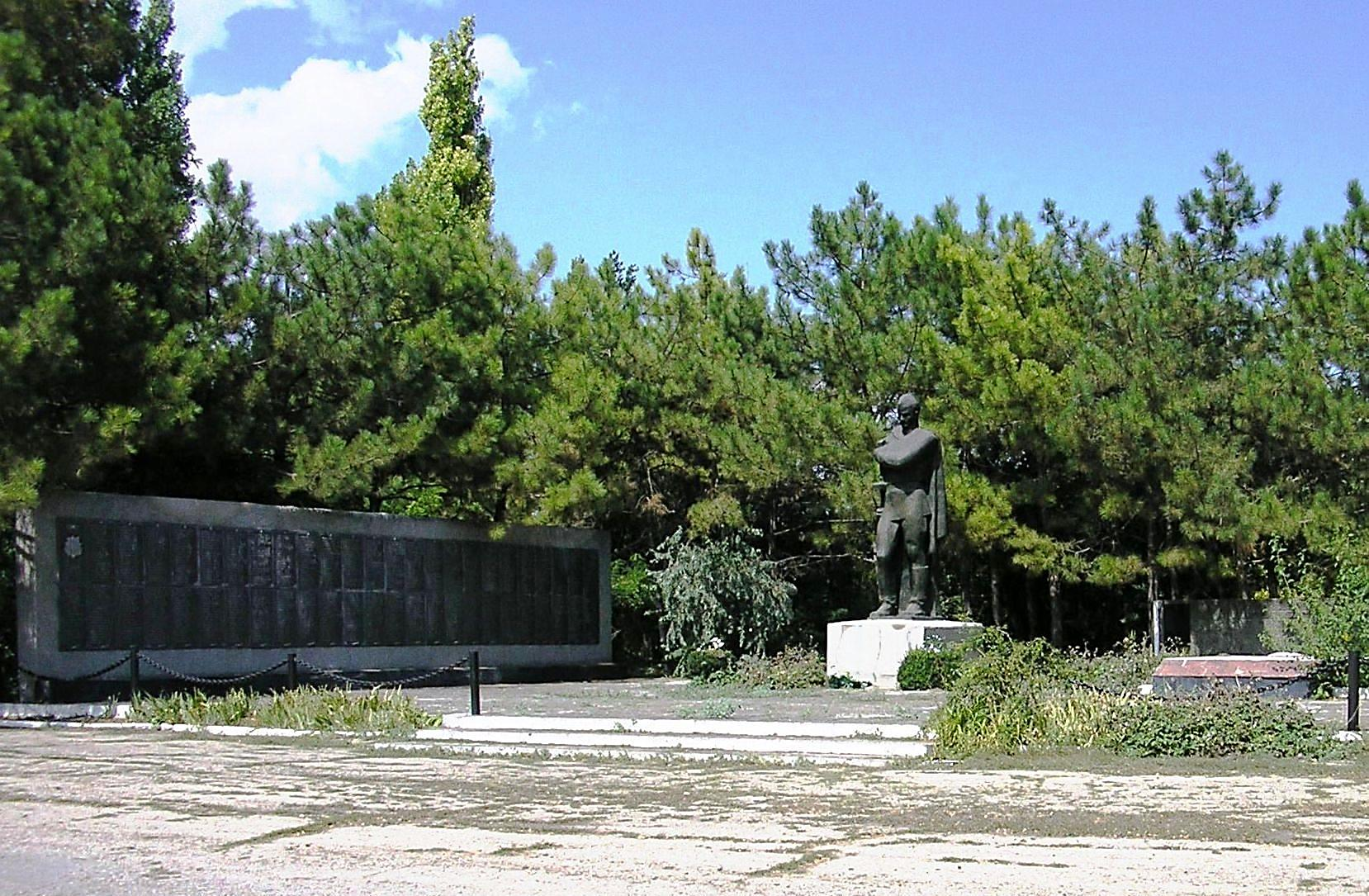
Братская могила советских воинов и Героев Советского Союза Н. В. Аксютина, А. Ф. Лавренова, Н. А. Тарасова, И. И. Зюзь, Красноармейское, ул. Победы

Иван Зюзь родился в 1925 году в селе Любимовка (ныне — Каховский район Херсонской области Украины). Окончил начальную школу. В начале войны оказался в оккупации. После освобождения родных мест в сентябре 1943 года Зюзь был призван на службу в Рабоче-крестьянскую Красную Армию и направлен на фронт Великой Отечественной войны, был пулемётчиком 665-го стрелкового полка 216-й стрелковой дивизии 51-й армии. Принимал участие в боях на Южном и 4-м Украинском фронтах. Участвовал в освобождении Мелитополя. Неоднократно отличался во время освобождения Крыма.
5 ноября 1943 года Зюзь, действуя в составе штурмовой группы, одним из первых переправился через Сиваш и принял активное участие в боях за плацдарм на крымском побережье. 7 ноября он участвовал в бою за освобождение села Уржин (ныне — Смушкино Красноперекопского района Крыма). 22 марта 1944 года Зюзь находился в составе ударной группы, выполнявшей боевую задачу во вражеском тылу. Когда группа была обнаружена, Зюзь остался прикрывать отход своих товарищей. Когда у него кончились патроны, он подпустил вплотную немецких солдат и офицеров и подорвал себя и их гранатой. Похоронен в селе Красноармейское Красноперекопского района, в 1982 году тут возведён мемориал, ныне объект культурного наследия  Объект культурного наследия народов РФ регионального значения. Рег. № 911710945480005 (ЕГРОКН).
Указом Президиума Верховного Совета СССР от 16 мая 1944 года за «мужество, отвагу и героизм, проявленные в борьбе с немецкими захватчиками» красноармеец Иван Зюзь посмертно был удостоен высокого звания Героя Советского Союза. Был также награждён орденами Ленина и Отечественной войны 1-й степени, рядом медалей.
В честь Зюзя названа улица в его родном селе.